# Velame (planta)
Croton heliotropiifolius conhecido popularmente como Velame, Velande ou Velame-da-caatinga. É uma planta da família Euphorbiaceae e do gênero Croton. Trata-se de um arbusto piloso abundante na caatinga na Região Nordeste do Brasil e que também pode ser encontrado no México.

## Propriedades medicinais
O velame é popularmente conhecido por suas propriedades medicinais, sendo utilizado na dor de estômago, mal estar gástrico, vômitos, diarréia com sangue e para baixar a febre. Além das propriedades farmacológicas, seu óleo essencial apresenta atividade larvicida contra Aedes aegypti, antibacteriana e cicatrizante.